# Нижньогородська канатна дорога
56°20′16″ пн. ш. 44°02′58″ сх. д. / 56.33768° пн. ш. 44.049315° сх. д.

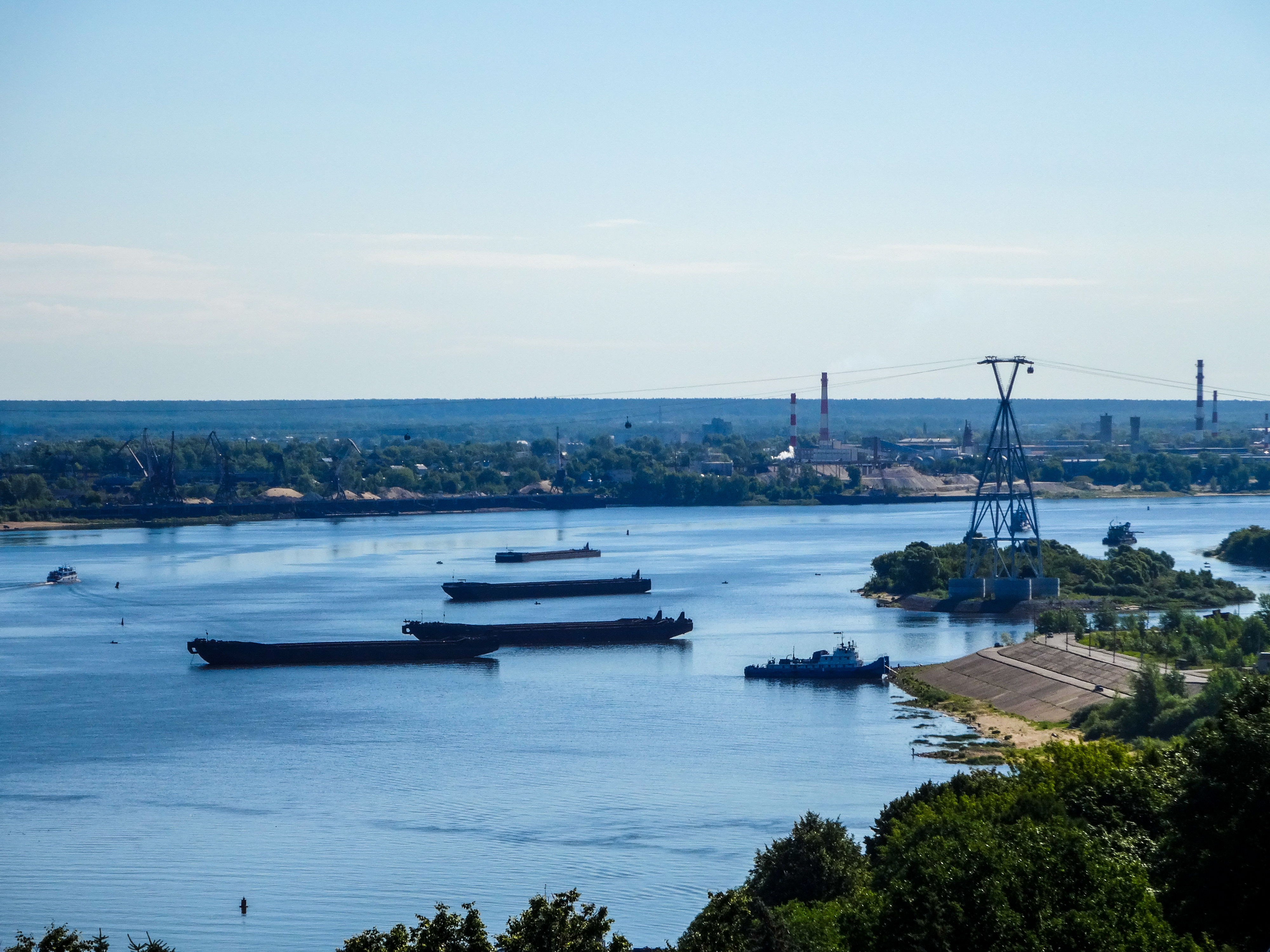
Вид на Волгу та на канатну дорогу. Липень 2014

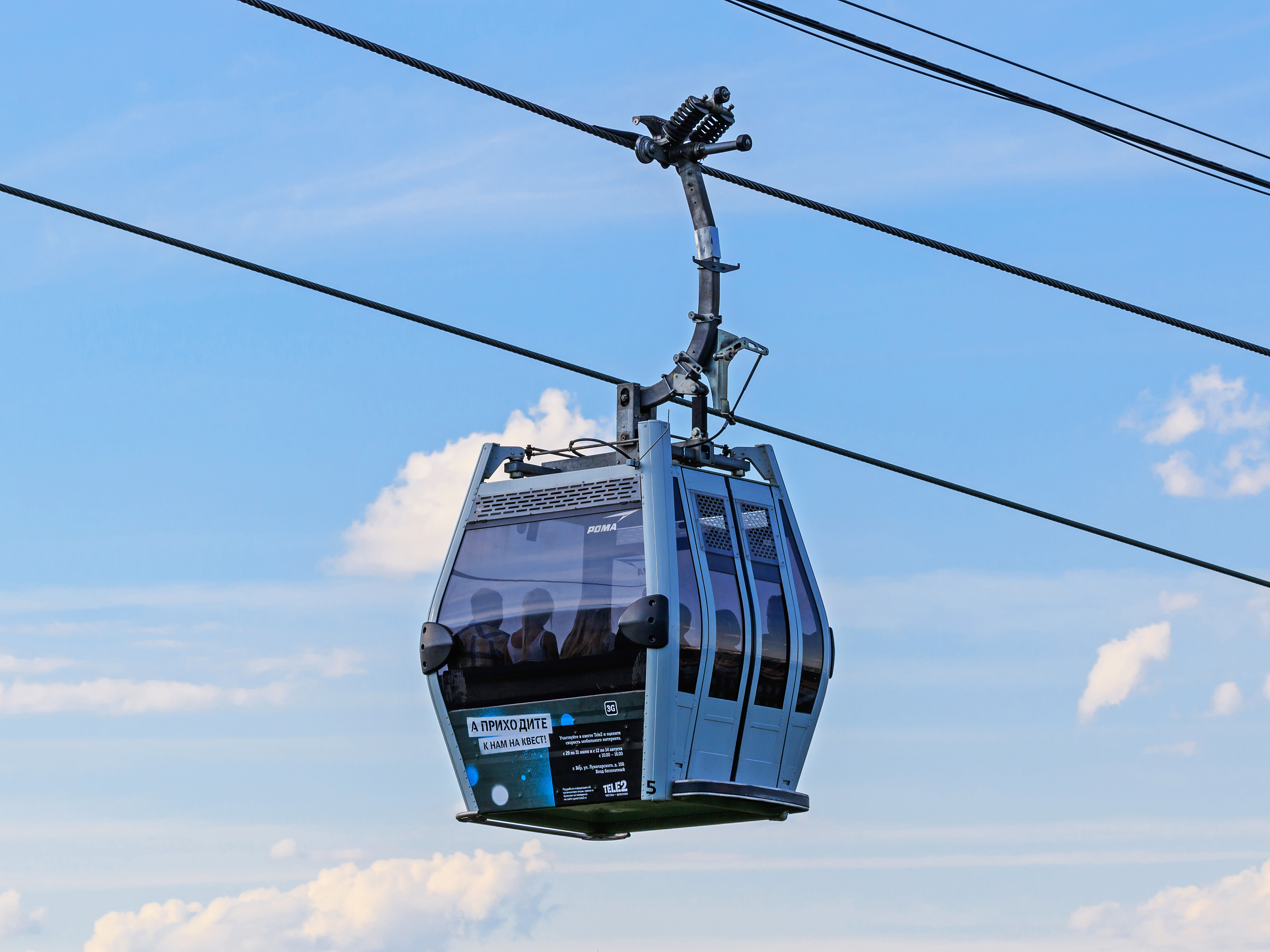
Одна з кабінок

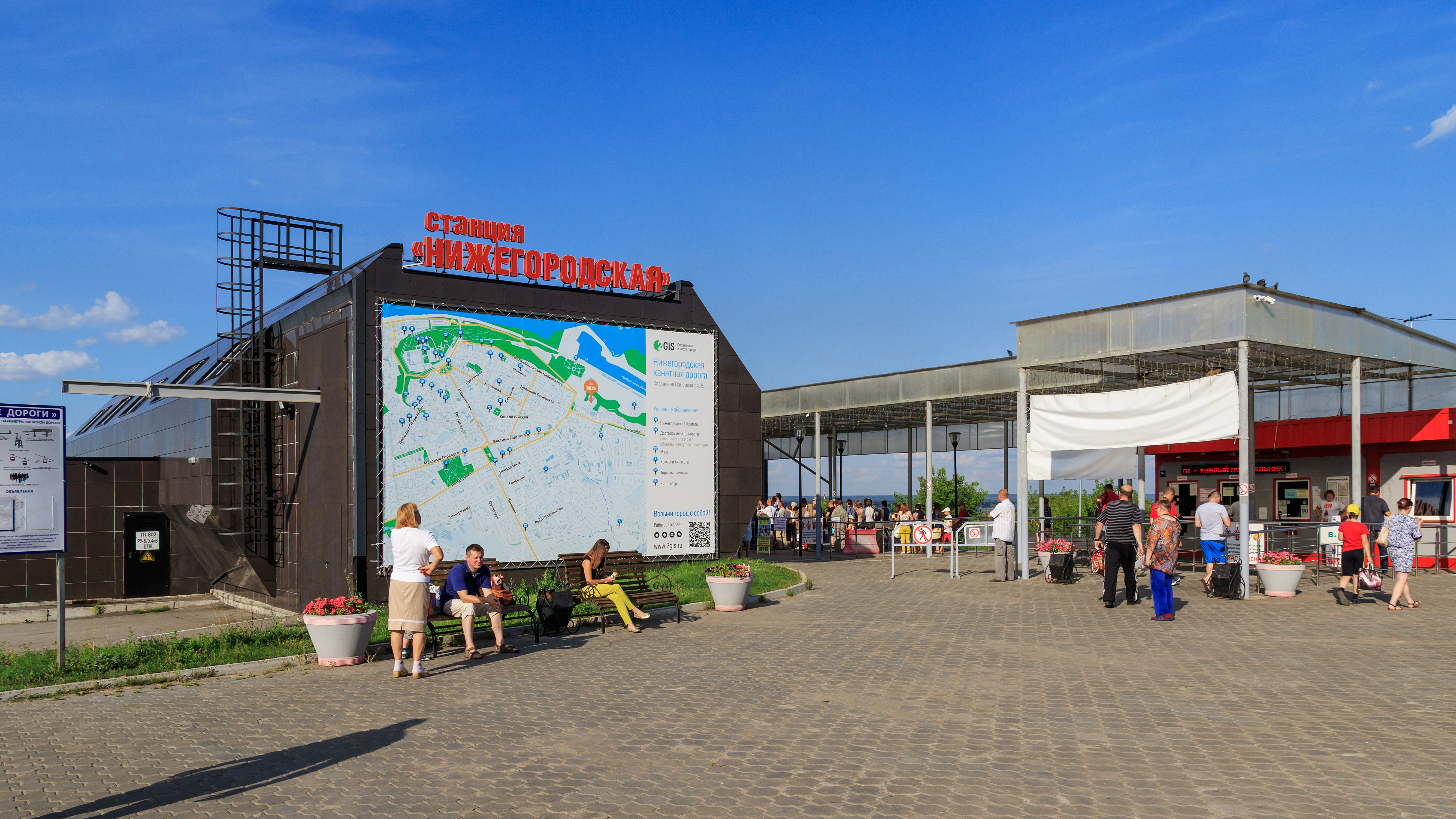
Станція Нижній Новгород

Нижньогородська канатна дорога — лінія канатної дороги завдовжки 3660 м через Волгу в Росії, що сполучає місто Нижній Новгород з містом Бор.
Лінія була відкрита 9 лютого 2012 року.

## Технічні подробиці
Тип канатної дороги - MULTIX GD8, тип гондоли DIAMOND C8S190. Пропускна здатність — близько 500 пасажирів на годину.
Довжина дороги становить 3661 метр при перепаді висот в 62 метра, кількість опор — 10
Використовують 28 восьмимісних кабін. Проект передбачає збільшення кількості кабін до 56 з підвищенням пропускної спроможності до 1000 пасажирів на годинуРозрахунковий час у дорозі — 12,5 хвилин, що відповідає середній швидкості в 14-22 км/год.

## Маршрут
Станція Нижній Новгород розташована на березі річки Волга біля автовокзалу. Звідти лінія перетинає Гребний канал по берегах якого стоять дві опори. Звідти лінія підіймається до першої з двох колони висотою 82 м, яка розташована на чотирьох великих бетонних фундаментах на часто затопленому острові. Звідти лінія має прогін завдовжки 900 м над водним дзеркалом до другої високої колони на іншому березі. Далі лінія прямує правобережними річковими луками шириною приблизно 1,6 км до станції Бор. 
| Пункт                   | Координати                                                           |
| ----------------------- | -------------------------------------------------------------------- |
| Станція Нижній Новгород | 56°19′25″ пн. ш. 44°2′21″ сх. д. / 56.32361° пн. ш. 44.03917° сх. д. |
| Опора 01                | 56°19′37″ пн. ш. 44°2′29″ сх. д. / 56.32694° пн. ш. 44.04139° сх. д. |
| Опора 02                | 56°19′47″ пн. ш. 44°2′37″ сх. д. / 56.32972° пн. ш. 44.04361° сх. д. |
| Опора 03                | 56°20′1″ пн. ш. 44°2′47″ сх. д. / 56.33361° пн. ш. 44.04639° сх. д.  |
| Опора 04                | 56°20′27″ пн. ш. 44°3′6″ сх. д. / 56.34083° пн. ш. 44.05167° сх. д.  |
| Опора 05                | 56°20′37″ пн. ш. 44°3′13″ сх. д. / 56.34361° пн. ш. 44.05361° сх. д. |
| Опора 06                | 56°20′48″ пн. ш. 44°3′21″ сх. д. / 56.34667° пн. ш. 44.05583° сх. д. |
| Опора 07                | 56°20′59″ пн. ш. 44°3′29″ сх. д. / 56.34972° пн. ш. 44.05806° сх. д. |
| Опора 08                | 56°21′9″ пн. ш. 44°3′37″ сх. д. / 56.35250° пн. ш. 44.06028° сх. д.  |
| Станція Бор             | 56°21′15″ пн. ш. 44°3′40″ сх. д. / 56.35417° пн. ш. 44.06111° сх. д. |